# Jeanette Wrate
Jeanette Wrate Kangas (* im 20. Jahrhundert) ist eine US-amerikanische Jazz- und Improvisationsmusikerin (Schlagzeug, Perkussion, auch Gongs, Melodica, Vibraphon, Gesang) und Musikpädagogin.

## Leben und Wirken
Wrate Kangas erwarb 1984 den Master of Fine Arts am California Institute of the Arts sowie einen Master of Music an der San Diego State University. Seit den 1980er Jahren wirkte sie in der Jazzszene der San Francisco Bay Area u. a. mit Charlie Haden, Holly Hofmann, Glenn Horiuchi, Stacy Rowles (Monterey Jazz Festival 1988) und Michael Vlatkovich, ferner 1985 mit Dizzy Gillespie und Jimmy Witherspoon. 1990 war sie mit dem Big World Jazz Trio auf Europatournee. Sie unterrichtete von 1987 bis 2006 am Fachbereich Perkussion am Harbor College und El Camino College, anschließend an der San Diego State University und bei Umpqua Valley Drum Lessons Marimba und Vibraphon. Im Bereich des Jazz wirkte Wrate zwischen 1988 und 2008 bei 14 Aufnahmesessions mit. Unter eigenem Namen nahm sie 1996 mit ihrem Northern Lights Ensemble das Album Echoes of a Northern Sky (Cryptogramophone) vor, dem 1993 Somewhere Between Here and There (Nine Winds) vorausging. Weiterhin ist sie auf Alben von Nathan Hubbard und dem Skeleton Key Orchestra zu hören. Mit dem Quartett ounds of Devotion, zu dem auch Suzann Gage, Laurie Perez und Brigitte Chase gehören, legte sie seit 2015 drei Alben unter dem Motto Mystic Poets vor.
Wrate Kangas lebte lange in San Diego, aktuell in Oregon.